# Boomerang (parcs Walibi)
Pour les articles homonymes, voir Boomerang (homonymie).
Boomerang  (également appelé Generator, Speed of Sound et Cobra) est le nom de quatre montagnes russes navette construites dans les parcs d'attractions du groupe Walibi. Il s'agit de modèles de série construits par Vekoma. L'entreprise néerlandaise nomme ce modèle Boomerang car la double inversion caractéristique de cette attraction est désignée sous le nom de boomerang.
Son tracé propose un parcours aller-retour et trois inversions. Le train est d'abord tracté en arrière par un chariot remorqueur rattaché à un câble sur une pente de 45 degrés, puis lâché en marche avant à une hauteur de 35,5 mètres. Il traverse alors la gare à 75,6 km/h, il subit l'inversion nommée boomerang qui consiste en deux inversions latérales successives et il se rétablit avant de traverser un looping vertical. Il est alors de nouveau tracté par une chaîne motrice montée sur des pistons sur une piste presque parallèle à la première pente. Lâché, il refait le même parcours en marche arrière et revient en gare.
L'unique train est constitué de sept wagons. Ceux-ci accueillent quatre passagers sur deux rangs de deux sièges dotés d'harnais pour un total de vingt-huit passagers.

## Genèse

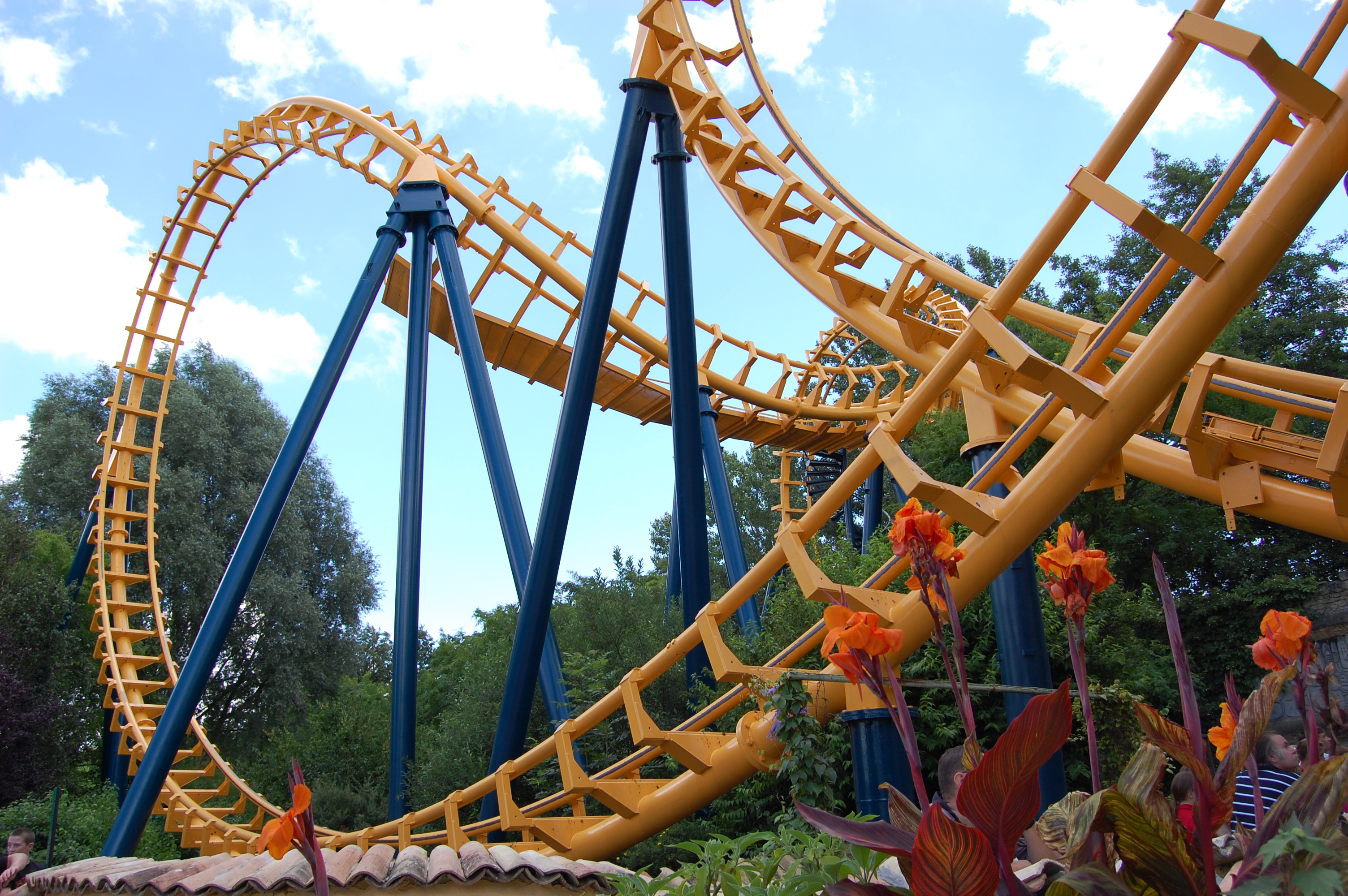
Boomerang à Bellewaerde

En 1984, le Boomerang de Bellewaerde est le tout premier exemplaire ouvert au public. Il est le deuxième exemplaire à être construit, mais finit par être le premier à ouvrir. À l'origine, le train rouge avec une bande jaune sort des ateliers Arrow et les rails sont blancs et les supports sont vert foncés.
Six ans plus tard, le 22 novembre 1990, Bellewaerde est absorbé par le groupe Walibi,,. Ils appartiennent encore de nos jours au même propriétaire. Boomerang est repeint pour l'ouverture de la saison 1997 avec des rails jaunes et des piliers bleu marine. Un nouveau train Vekoma aux mêmes couleurs que le précédent est aussi étrenné. En 2011, la couleur des appuis devient bordeaux.
- G-Force : 5,2 g
- Dimensions : 88 m x 30 m
- Capacité : 760 personnes par heure

## Walibi Rhône-Alpes - 1988
En 1988 est inauguré Boomerang dans le parc isérois encore nommé Avenir Land. Celui-ci, acquis par le groupe Walibi en 1982, change de nom pour Walibi Rhône-Alpes en 1989.
Provenant des ateliers Arrow, le train de Boomerang arbore à l'époque des motifs de dragon sur la face avant ainsi que sur le long des deux côtés. Les rails sont peints en jaune et les supports sont verts. Avec une progression du chiffre d'affaires de 70 %, le site rhônalpin atteint l'équilibre financier l'année d'ouverture de Boomerang. 

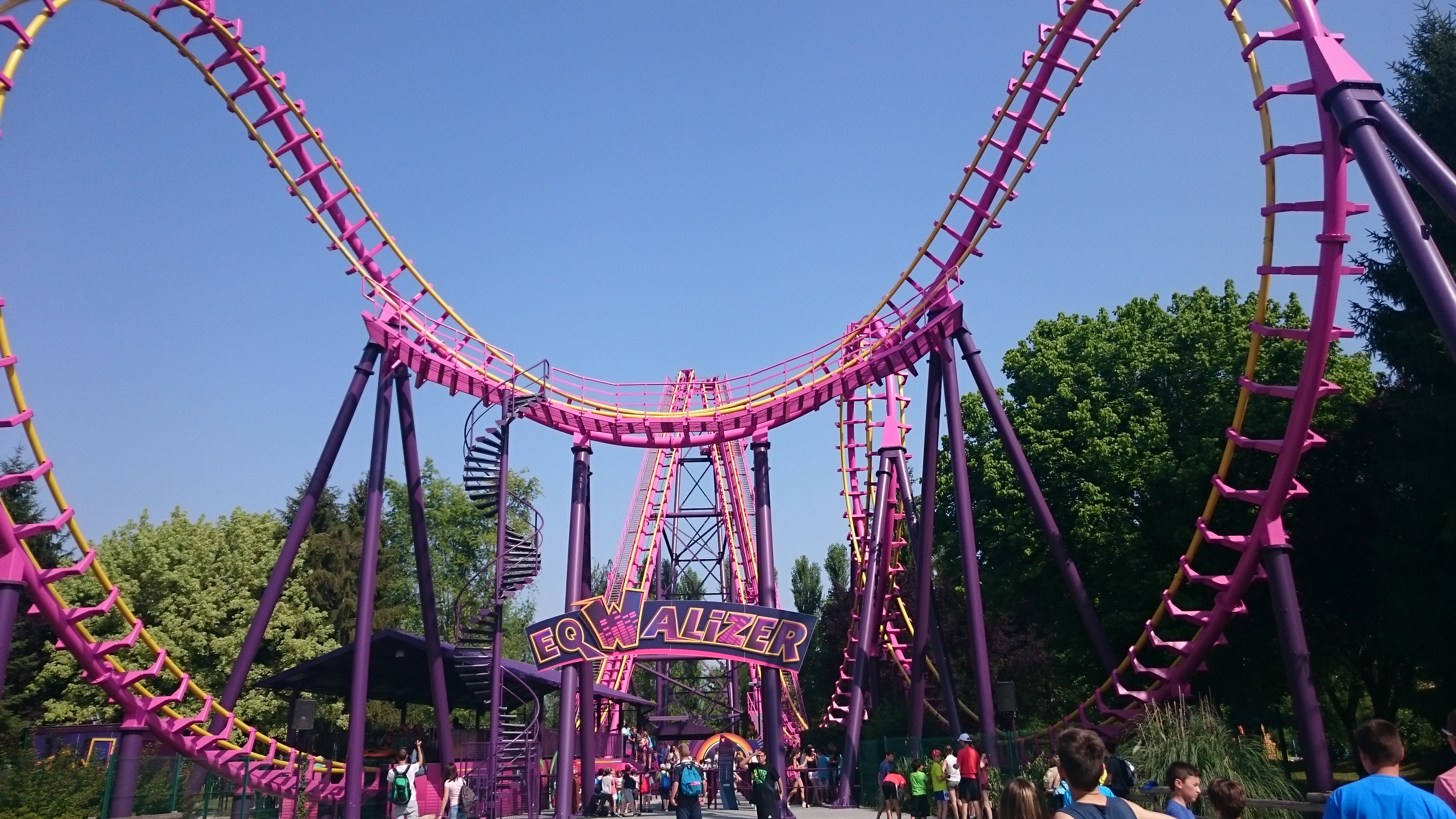
EqWalizer à Walibi Rhône-Alpes (2015)

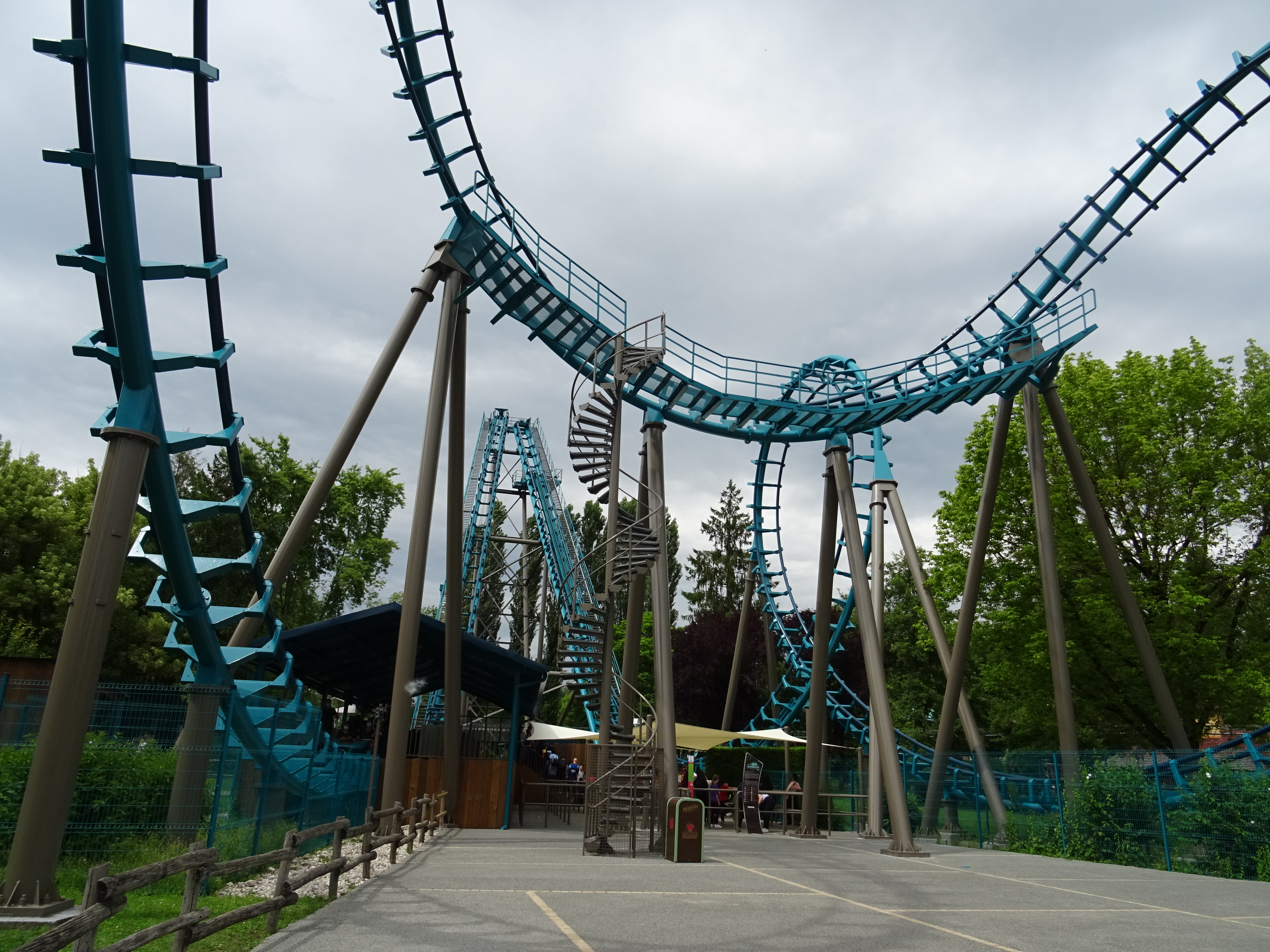
Generator à Walibi Rhône-Alpes (2021)

L'attraction est rebaptisée EqWalizer en juin 2014. Le train d'origine est remplacé mi-mai 2014 par un nouveau de couleur orange construit par Sunkid Heege affichant la lettre « W » de la marque sur l'avant et avec de la musique embarquée. Les investissements pour ce renouveau se chiffrent à plus d'un million d'euros. À l'arrière des sièges, des enceintes sont mises en place. Il s'agit de la chanson Hello World, elle est premièrement remixée en 2011 pour les montagnes russes Speed of Sound, également un modèle Boomerang. La structure est peinte, les piliers sont dorénavant violets et les rails sont roses et jaunes. Le train possède un système de harnais laissant libre le haut du corps et ne tenant que les cuisses et les hanches pour des sensations décuplées,.
Pour la saison 2021, l'attraction est rebaptisée Generator et adopte un style steampunk. Afin de s'intégrer dans la zone Explorer Adventure, la structure et le train sont repeints. Les rails sont dorénavant turquoises et les supports passent au brun.
- G-Force : 5,2 g
- Dimensions : 88 m x 30 m
- Capacité : 760 personnes par heure

## Walibi Sud-Ouest - 1992

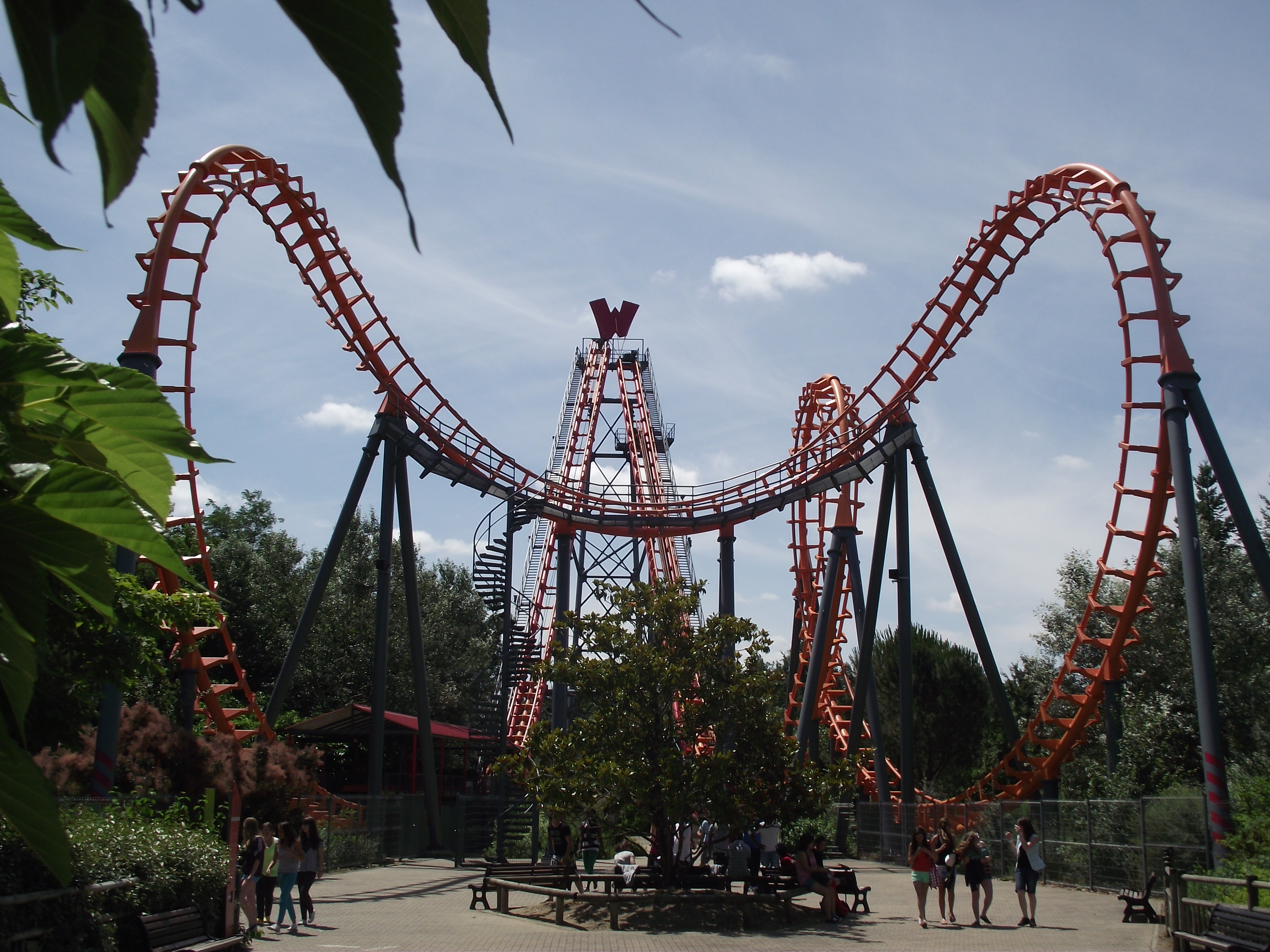
Boomerang à Walibi Sud-Ouest (2012)

Ouvert le 24 avril 1992 dans le parc Walibi Aquitaine, ce dernier comporte comme grande attraction Boomerang. Le parcours de montagnes russes provient du parc Zygofolis fermé le 31 octobre 1991. Également nommée Boomerang à Zygofolis, l'attraction ouvre à l'époque le 1er juillet 1987, ce qui en fait le premier modèle de Boomerang de Vekoma en France, trois ans après Bellewaerde. Le groupe Walibi achète les attractions du parc à la suite de la fermeture de celui-ci due à d'importants problèmes financiers,. Les rails bleus et les appuis blancs reçoivent de nouvelles couleurs et passent au blanc pour les rails et au vert foncé pour les supports à l'ouverture sous la bannière Walibi. L'unique train rouge avec une bande jaune d'Arrow Dynamics est conservé.
En 2011, la marque Walibi se renouvelle. Boomerang est repeint, dont les rails en orange et les piliers en noir. Un logo de « W » stylisé, nouveau design de la marque, prend place au sommet des montagnes russes. Le train d'origine est remplacé en 2014 par un train MK-1200 de chez Vekoma.[réf. nécessaire] À l'est de l'attraction ouvre le parc aquatique, sur une parcelle directement voisine et jusque-là inoccupée,. Construit en deux phases, il propose la première aux nageurs en 2017 et la suivante en 2018. Son nom est dévoilé la même année : Aqualand Agen. La deuxième phase est constituée de toboggans à sensations, tel Kamikaze, renommé par après Poseïdon, 28 m de haut et une pente à 80°. Ce toboggan jouxte les montagnes russes. Boomerang le domine de 7,5 mètres en affichant 35,5 mètres. Le parc d'attractions se nomme Walygator Sud-Ouest depuis 2021.
- G-Force : 5,2 g
- Dimensions : 88 m x 30 m
- Capacité : 760 personnes par heure

## Walibi Holland - 2000

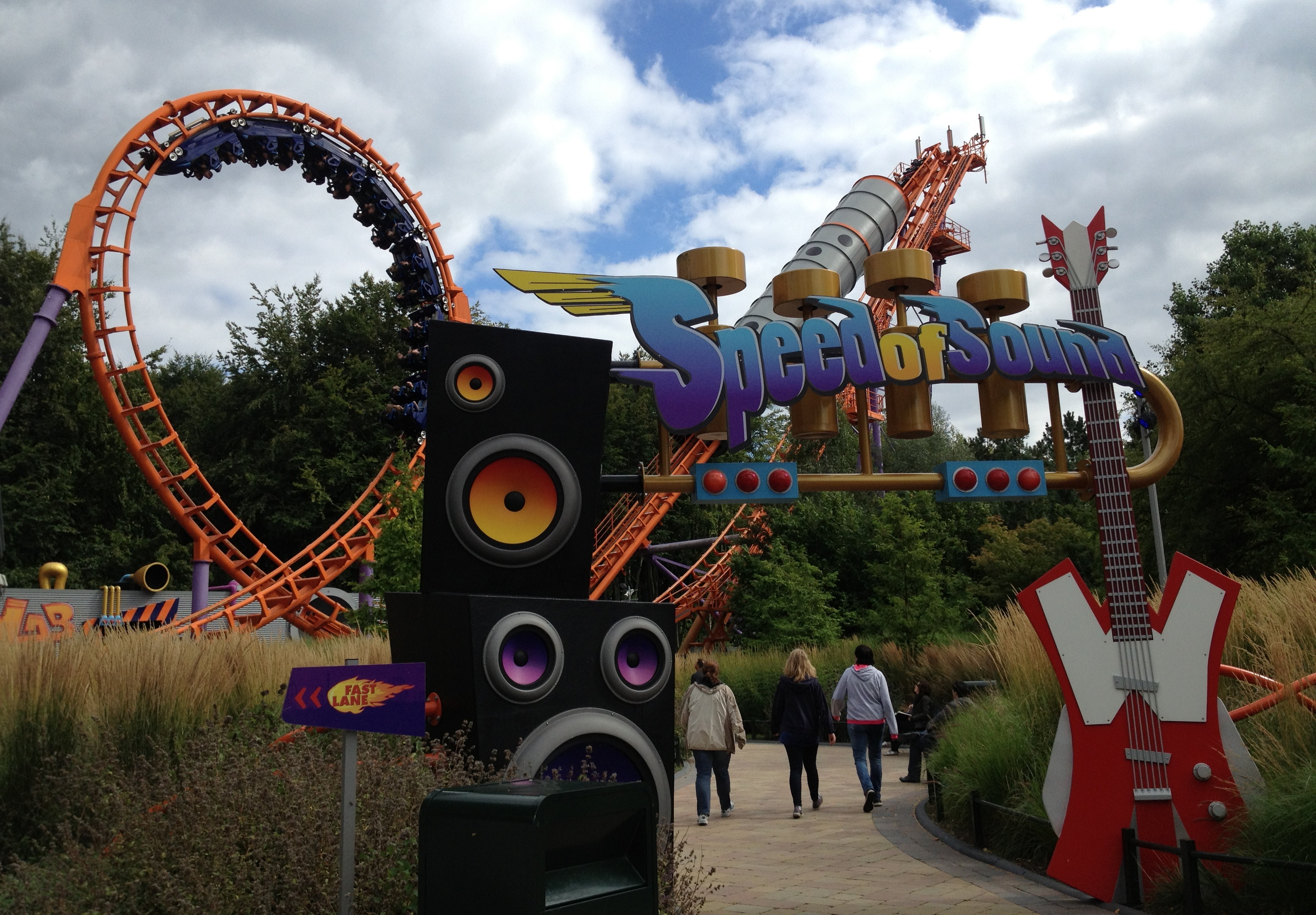
Speed of Sound à Walibi Holland

Le groupe Six Flags, propriétaire du groupe Walibi depuis 1997, change le nom du parc de Walibi Flevo en Six Flags Holland en 2000. Par la même occasion, il y inaugure un grand nombre d'attractions, le parc passe entre autres de deux à six montagnes russes. Avec des supports bleus et des rails orange et jaune, un modèle Boomerang ouvre en 2000 sous le nom La Via Volta dans la zone italienne du parc. Le train Vekoma arbore la couleur orange. En 2005, le parc est rebaptisé Walibi World.
En 2007, le train de l'attraction part pour rejoindre le parcours du Boomerang Wipeout à Pleasurewood Hills, parc anglais appartenant alors au même groupe de loisirs. À la suite du départ du train, les montagnes russes sont fermées entre le 3 juin 2007 et le 6 avril 2011.
En 2011, la marque Walibi se renouvelle. La même année que le changement de nom du parc pour Walibi Holland, celui-ci annonce lors de la conférence de presse du 3 février 2011 la réouverture de l'attraction et son nouveau nom : Speed of Sound.
Sur le thème de la musique, le parcours de montagnes russes est repeint en orange, les poteaux de soutien en violet. Une gare couverte est construite ainsi qu'un tunnel sur la première pente de 45 degrés. Provenant du constructeur d'attractions aquatique Van Egdom, le tunnel est en fait un toboggan tubulaire. Dans le nouveau scénario, le visiteur est invité au laboratoire de musique Walibi, où la tension est palpable. Les passagers sont embarqués pour un voyage musical. Commandé en 2009, le nouveau train bleu (modèle MK 1212) de Vekoma dispose de haut-parleurs. Il est le premier modèle Boomerang à disposer de musique à son bord. Le titre de la chanson diffusée est Hello World. En 2015, elle est remplacée par Thrill Ride de DJ randy.
- G-Force : 5,2 g
- Dimensions : 88 m x 30 m
- Capacité : 760 personnes par heure

## Walibi Belgium - 2001

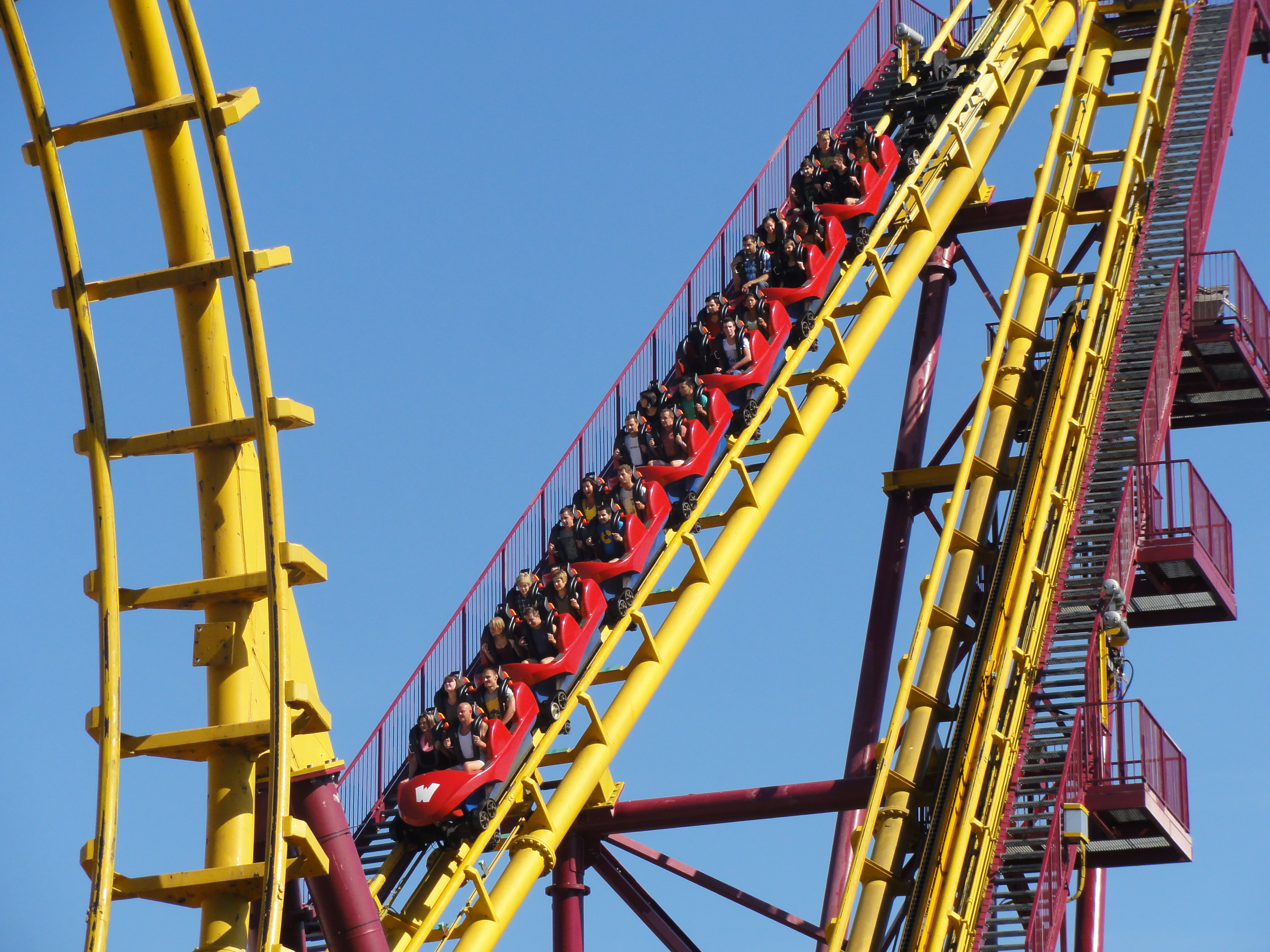
Cobra à Walibi Belgium

Le triathlète belge Luc Van Lierde inaugure face au Palais d'Ali Baba à Six Flags Belgium le 28 avril 2001 Cobra, des montagnes russes de type Boomerang,. Le train de Vekoma est rouge. À son origine, l'attraction ouvre avec des rails bleus et des supports rouges.
Le ministre wallon Michel Foret impose au site brabançon en 2003 d'agir pour diminuer les nuisances sonores. La structure de l'attraction est remplie d'un type particulier de sable dans le but de supprimer l'effet de résonance et le système d'accrochage est modifié. En 2008, les montagnes russes sont repeintes : les rails sont dorénavant jaunes et les supports bordeaux.
En avril 2011, quelques semaines après l'ouverture du parc, l'attraction est fermée pour des raisons de sécurité : des problèmes sur une fondation y sont détectés ainsi qu'un problème de distorsion au niveau des rails. Des travaux sont entrepris par les équipes techniques du parc et le circuit de montagnes russes rouvre le 26 juillet 2011. Les couleurs de l'attraction sont modifiées en 2019 lors de la transformation du quartier en Karma World. Les rails sont repeints en brun doré et les piliers en beige. La couleur des trains changent pour du bleu clair.
Initialement, Six Flags prévoyait pour Six Flags Belgium la construction d'un Giant Inverted Boomerang de Vekoma. Cependant, à la suite de plusieurs retards, c'est finalement un Boomerang classique de la firme qui est installé. Le Giant Inverted Boomerang quant à lui est construit pour l'inauguration en 2002 de Parque Warner Madrid, sous le nom de Stunt Fall.
- G-Force : 5,2 g
- Dimensions : 88 m x 30 m
- Capacité : 760 personnes par heure